# Нормальний підпірний рівень
Нормальний підпірний рівень (НПР) — найвищий проектний підпірний рівень верхнього б'єфа загати, який можна тривалий час підтримувати в нормальних умовах експлуатації гідротехнічних споруд.